# Cnidoscolus appendiculatus
Cnidoscolus appendiculatus là một loài thực vật có hoa trong họ Đại kích. Loài này được (Pax & K.Hoffm.) Pax & K.Hoffm. mô tả khoa học đầu tiên năm 1931.